# Airbus A330-743L
Pour les articles homonymes, voir Beluga.
L’Airbus A330-743L Beluga XL est un avion-cargo du groupe aéronautique Airbus. Il doit son nom à sa forme particulière, ressemblant à celle du cétacé (comme celle de l'A300-600ST Beluga dont il est le successeur). Dérivé de l'avion de ligne cargo A330-200F, le Beluga XL peut emporter une charge de plus de 54 tonnes sur une distance maximale de 4 000 km : sa soute est plus longue de 6 m et plus large de 1 m que celle de l'A300-600ST Beluga.
Six exemplaires du Beluga XL sont mis en service entre 2018 et 2023 pour remplacer les anciens Beluga d'Airbus Transport International. Ils servent pour le transport de sections d'appareils Airbus entre les divers sites de production européens.

## Développement
Le programme a été lancé en novembre 2014 et vise la construction de six appareils destinés à accompagner la progression du nombre d'appareils Airbus commerciaux produits dans les usines européennes du groupe. D'une capacité de 30 % supérieure à celle des cinq Airbus Belugas existants, ils constituent une flotte mixte pendant au moins cinq ans avec ceux-ci ; la flotte précédente de Beluga ayant volé plus de 8 000 heures en 2017, mais elle n'en est qu'à sa demi-vie, ils pourront ainsi être réutilisés par d'autres opérateurs civils ou militaires.
Il est capable de transporter deux ailes d'A350 XWB au lieu d'une pour son prédécesseur, grâce à une soute plus large et plus longue ; ses autres caractéristiques techniques ont été modifiées de telle sorte qu'il puisse emporter une charge utile plus lourde, sur une plus longue distance.

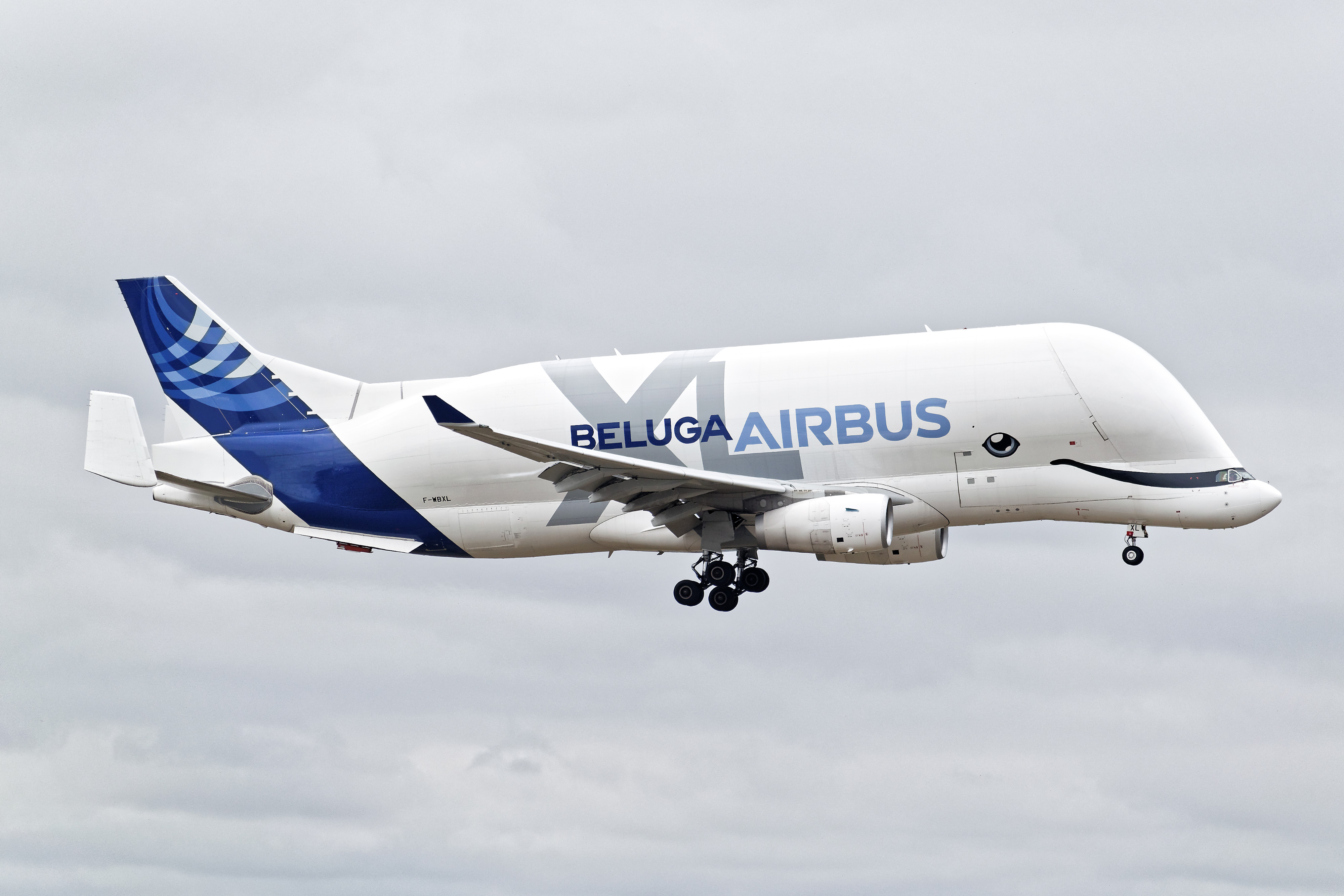
Un Beluga XL en octobre 2019.

Le fuselage inférieur de l'avion est assemblé sur la chaine de montage final de l'A330, puis transféré dans une autre installation pour le processus d'assemblage du fuselage supérieur et du fuselage avant. La première section du premier Beluga XL est arrivée à Toulouse en novembre 2016 et l'assemblage final a commencé le 8 décembre 2016. Construit par Stelia Aerospace, sa section de nez a été livrée en mai 2017, celle du fuselage en juillet 2017 et l'intégration des systèmes, mécanique et électrique étaient terminées au début de l'année 2018. Il est sorti de la chaine de montage le 4 janvier 2018, non peint et sans moteur.
Sa livrée, le Smiling Beluga XL, présente deux yeux et une large bouche, et rappelle le surnom donné à l'avion en renforçant sa ressemblance avec le béluga.
Son vol inaugural a eu lieu le 19 juillet 2018 depuis l'aéroport de Toulouse-Blagnac (LFBO), précédant 10 mois de tests en vol pendant au moins 1 000 heures, nécessaires pour sa campagne de certification et une entrée en service alors prévue en 2019. Le deuxième avion est entré sur la chaine de montage en décembre 2017 et les trois autres sont prévus pour être assemblés au rythme d'un chaque année.
Le 9 avril 2019, Airbus annonce la production d'un sixième appareil. En juin 2024, la fin de programme est déclarée, à la suite de l'exploitation des six appareils opérationnels. En effet, le prototype était réservé au banc d'essais jusqu'en 2023. Si le programme de production est terminé, ceux qui concernent l'infrastructure, tels les gabarits et outils, sont stockés. Ils seront réutilisés, en cas de besoin d'appareils supplémentaires dans l'avenir.

## Caractéristiques techniques
| Version                         | Airbus Beluga XL          | Airbus Beluga                                   |
| Dérivé de                       | A330-200F                 | Airbus A300-600R                                |
| ------------------------------- | ------------------------- | ----------------------------------------------- |
| Équipage                        | 2 pilotes                 | 2 pilotes + 1 mécanicien navigant               |
| Longueur                        | 63,10 m                   | 56,15 m                                         |
| Envergure                       | 60,30 m                   | 44,84 m                                         |
| Hauteur                         | 18,90 m                   | 17,24 m                                         |
| Largeur du fuselage             | 8,80 m                    | 3,95 m/7,40 m                                   |
| Largeur de la cabine            | 4 m                       | 3,7 m                                           |
| Empattement                     |                           | 20 m                                            |
| Voie du train d'atterrissage    | 10,68 m                   | 7,59 m                                          |
| Surface alaire                  | 361,6 m2                  | 258,8 m2                                        |
| Masse à vide                    | 125 tonnes                | 90 tonnes                                       |
| Masse maximale au décollage     | 227 tonnes                | 155 tonnes                                      |
| Masse maximale à l'atterrissage | 187 tonnes                | 140 tonnes                                      |
| Charge max. au décollage        | 53 tonnes                 | 47 tonnes                                       |
| Vitesse de croisière            | Mach 0,69                 | Mach 0,69                                       |
| Autonomie                       | 4 074 km avec 53 tonnes   | 2 779 km avec 40 tonnes 4 632 km avec 26 tonnes |
| Réacteurs                       | 2 x Rolls-Royce Trent 700 | 2 x CF6-80C2A8                                  |
| Poussée                         | 32 250 kgf (300 à 316kN)  | 23 800 kgf (232 à 275 kN)                       |

## Flotte
| Immatriculation | Type      | Numéro de série | 1er vol         | Mise en service          |
| --------------- | --------- | --------------- | --------------- | ------------------------ |
| F-GXLG          | A330-743L | 1824            | 19 juillet 2018 | 24 juin 2024 [prototype] |
| F-GXLH          | A330-743L | 1853            | 15 avril 2019   | 13 janvier 2020          |
| F-GXLI          | A330-743L | 1930            | 2 juillet 2020  | 26 octobre 2020          |
| F-GXLJ          | A330-743L | 1985            | 20 juillet 2021 | 4 octobre 2021           |
| F-GXLN          | A330-743L | 2027            | 21 juillet 2022 | 26 septembre 2022        |
| F-GXLO          | A330-743L | 2041            | 21 juillet 2023 | 21 novembre 2023         |

## Contraintes d'exploitation
Certains aéroports font état de la nécessité d'un ajustement pour accueillir le nouvel avion-cargo d'Airbus. En plus de l’aménagement de certaines pistes (exemple de l'aéroport de Gron à Saint-Nazaire), les hangars ainsi que les sites de stockage de marchandises verront leur taille réévaluée (exemple avec l’aéroport de Hawarden au Pays de Galles).